# Gundeperga
Gundeberga o Gundeperga, reina de los Lombardos, (nacida en 591) era hija de Theodelinda y su segundo marido, el rey Lombardo Agilulfo. Contrajo matrimonio con Arioaldo, (rey de los Lombardos; 626-636) y su sucesor Rotario, (rey de los Lombardos; 636-652).
Como su madre era la hija del duque Garibaldo de Baviera, Gundeberga se considera parte de la Dinastía Bávara de la realeza Lombarda. Fue enterrada en la iglesia de San Giovanni Domnarum en Pavía, que ella misma fundó.